# Jean Helsen
Jean Helsen war ein belgischer Radrennfahrer.

## Sportliche Laufbahn
Helsen war im Straßenradsport aktiv und Mitglied der Nationalmannschaft. Bei den Straßenradsport-Weltmeisterschaften 1930 wurde er 7. im Rennen der Amateure und damit bester Belgier. Bei den Straßenradsport-Weltmeisterschaften 1933 kam er auf den 14. Rang.